# رالف ساکسون
رالف ساکسون (انگلیسی: Rolf Saxon؛ زادهٔ ۳۰ نوامبر ۱۹۵۵) یک هنرپیشه اهل ایالات متحده آمریکا است. وی از سال ۱۹۸۰ میلادی تاکنون مشغول فعالیت بوده‌است.
از فیلم های معروف او می توان به نگهبان شب اشاره کرد.